# Маргарита Фогт
Маргарита Фогт (13 лютого 1913 або 19 лютого 1913 , Берлін  — 6 липня 2007 , Ла-Хоя, Каліфорнія ) — біологиня в галузі раку та вірусолог. Стала відомою завдяки своїм дослідженнями з поліомієліту та раку в Інституті біологічних досліджень Солка (англ. Salk Institute for Biological Studies).

## Раннє життя
Фогт народилась в Німеччині в 1913 році. Молодша дочка Оскара Фогта і француженки Сесіль Фогт-Магнер. Її батьки були відомими неврологами і вона виросла в інтенсивному науковому середовищі. Її старша сестра, Марта Фогт (1903—2003), була нейрофармакологинею, стала членкинею Королівського товариства і професоркою у Кембриджі .

## Кар'єра
Маргарита Фогт приєдналась в роботі до своїх батьків у приватному інституті в Нойштадті, Чорному лісі, де родина жила протягом Другої світової війни. Там вона активно працювала над розвитком Дрозофіла. Вона опублікувала понад 30 робіт з кільцевої залози і гомеотичних мутантів.
Фогт переїхала до Каліфорнійського технологічного інституту в 1950 році для роботи з Максом Дельбрюком. Він познайомив її з Ренато Дульбекко, молодшим викладачем кафедри біології і разом, Фогт і Дульбекко працювали над методами культивування поліовірусу. Вони були першими, хто успішно вирощував вірус in vitro і могли очистити його від нальоту, що є важливим кроком для подальшого виробництва вакцини. Технічні можливості Фогт, як культуриста клітин, були важливими для цієї роботи. Потім вони звернули увагу на віруси, що викликають рак, починаючи з вірусу поліоми. Вони змогли культивувати цей вірус і вивчити його затримку, що призвело до іншого класичного дослідження.
У 1963 році Дульбекко був відібраний до новоствореного Інституту біологічних досліджень Салк, а Фогт приєдналась до нього як науковий співробітник у своїй групі. Науковці продовжували роботу над вірусами, що викликають пухлини. Однак їхні погляди розходилися, і в 1973 році Маргарита Фогт була призначена професором-дослідником, отримала самостійну позицію, що дозволило їй реалізувати свій інтерес до витоків раку. Її інтереси схилялись до вивчення клітинної імморталізації в ракових клітинах і ролі теломери в цьому процесі. В 1998 році вона опублікувала свою останню працю.
Фогт зробила значний внесок як науковець у багатьох областях: як генетик розвитку дрозофіли, як вірусолог, що працює з лауреатом Нобелівської премії Ренато Дульбекко, і як дослідник вірусної трансформації та клітинної імморталізації. Більше того, вона була впливовим наставником і колегою для багатьох молодших вчених, серед яких кілька майбутніх нобелівських лауреатів. Її робота ніколи не була відзначена головною нагородою, хоча це широко розглядається як приклад. Маргарита Фогт відзначалась своєю відданістю роботі і була зайнята в лабораторії навіть в її 80 років.
Дослідниця померла 6 липня 2007 року у своєму будинку в Ла-Хойя, Каліфорнія, у віці 94 років.